# ニコラ・カリニッチ
ニコラ・カリニッチ（Nikola Kalinić, 1988年1月5日 – ）は、クロアチア・ソリン出身の元サッカー選手。。元クロアチア代表。現役時代のポジションはフォワード。

## 経歴

### クラブ

#### クロアチア時代
クロアチアのHNKハイデュク・スプリトのユース部門で育成期間を過ごし、2005年から17歳にして同クラブのシニア所属の選手となった。同年すぐにNKイストラ1961にレンタルされプロデビューを果たした。デビューシーズンは12試合出場し3得点をあげた。当時同クラブを率いていたクルノスラフ・ユルチッチ監督は「カリニッチはクロアチアのイブラヒモビッチになれる」と評した。本人はイストラに残ることを希望したが、2006-07シーズンは保有権を持つハイデュク・スプリトの意向でHNKシベニクにレンタルで移籍し、8試合出場、3得点をする。出場機会は限られたものの、同クラブではオールラウンドなプレースタイルと得点能力の高さを伺わせた。
クロアチアのプロリーグで通用することを証明したカリニッチは、2007-08シーズンからはハイデュク・スプリトにレンタルバックし19歳でファーストチームに所属することになった。レンタルバックした復帰1年目から主力として活躍し、リーグ戦では25試合出場17得点した。このシーズンのリーグ得点王とはならなかったものの、翌年16得点で得点王となったマリオ・マンジュキッチを上回る得点数であり19歳のフォワードとして高く評価された。2008-09シーズンはリーグ戦に28試合に出場15得点をし、前述のマンジュキッチと得点王争いをする活躍をした。シーズン終了後にカリニッチは英国プレミアリーグのポーツマスFCのトライアルを受けるものの、移籍金の面で合意に至らず移籍は破談となった。

#### ブラックバーン
2009年8月3日、イングランドのブラックバーン・ローヴァーズFCに移籍した。移籍初年度は26試合に出場し2得点をあげる。得点数は少なかったものの主力の一員としてサム・アラダイス監督の構想には入っていたが、翌年監督がスティーブ・キーンに代わると出場機会が減っていった。ブラックバーンの2年間で44試合出場7得点の成績を挙げた。

#### ドニプロ
2011-12シーズンよりウクライナのドニプロに移籍。4年間82試合出場で34得点。2014-15シーズンにチームはヨーロッパリーグ決勝まで駒を進め、決勝戦でゴールを決めた（試合はセビージャに2-3で敗北）。この活躍が評価され、2015-16シーズンよりACFフィオレンティーナに移籍。

#### フィオレンティーナ
2015年8月14日に4年契約でACFフィオレンティーナに移籍することが同クラブの公式サイトにより発表された。同年9月27日に行われたセリエA6節の対インテル戦においてトリプレッタ（3得点）を記録し、フィオレンティーナを16年ぶりのリーグ首位につける勝利（4-1）に貢献した。ACFフィオレンティーナでの1年目は、リーグ戦で12ゴールを記録した。2016年10月23日のカリアリ戦でもハットトリックを達成した。2016-17シーズンはセリエAで15得点を記録した。

#### ミラン
2017年8月22日、ACミランに買い取り義務付きのレンタル移籍で加入、4年契約を結んだ。

#### アトレティコ・マドリード
2018年8月9日、アトレティコ・マドリードに3年契約で移籍。 
9月1日のセルタ・デ・ビーゴ戦に56分から出場してリーガデビューを果たした。 2018年12月8日、負傷したジエゴ・コスタの代わりにアラベス戦に先発出場し、チームの勝利に貢献する初ゴールを決めた。

#### ローマ
2019年9月2日、ASローマにレンタル移籍した。レンタル料は200万ユーロで、900万ユーロでの買取オプションが付随する。2020年3月1日、カリアリ戦で移籍後初ゴールとなる先制点を挙げると、2点目のゴールも挙げてドッピエッタを達成した。 ローマは買取オプションを使用しないことを選択し、シーズン終了後にアトレティコに復帰した。

#### エラス・ヴェローナ
2020年10月5日、エラス・ヴェローナFCと2年契約を結んだ。その後、2022年2月6日のユヴェントスFC戦の試合後に退団したことが発表された。

#### 母国に復帰
エラス・ヴェローナFCを退団した翌日の2022年2月7日、古巣のHNKハイドゥク・スプリトと契約した。2023年6月に退団したが、2024年1月3日にシーズン終了までの短期契約を結び復帰した。
2024年5月27日、現役引退を表明した。

### 代表
世代別代表で得点を量産し、UEFA EURO 2008のメンバーに選ばれると、大会前に行われた2008年5月24日のモルドバ戦でクロアチア代表デビュー。大会本戦ではグループリーグ第3戦のポーランド戦に途中出場した。
2010年11月16日のUEFA EURO 2012予選マルタ戦で代表初得点を記録。2011年2月9日のチェコ戦では初めて2得点を挙げた。2016年6月4日のサンマリノとの親善試合でハットトリックを達成。
2018 FIFAワールドカップメンバーに選出されたが、グループリーグ初戦のナイジェリア戦で背中の負傷を理由に途中出場を拒否し、大会の途中で代表から追放され、強制帰国させられた。

## 代表歴

### 出場大会
- クロアチア代表
  - 2018 FIFAワールドカップ

### 試合数
- 国際Aマッチ 42試合 15得点（2008年-2018年）[17]

| クロアチア代表 | 国際Aマッチ | 国際Aマッチ |
| 年             | 出場        | 得点        |
| -------------- | ----------- | ----------- |
| 2008           | 2           | 0           |
| 2009           | 1           | 0           |
| 2010           | 1           | 1           |
| 2011           | 8           | 3           |
| 2012           | 3           | 1           |
| 2013           | 5           | 1           |
| 2014           | 0           | 0           |
| 2015           | 6           | 2           |
| 2016           | 8           | 5           |
| 2017           | 6           | 2           |
| 2018           | 2           | 0           |
| 通算           | 42          | 15          |

## タイトル

### クラブ
アトレティコ・マドリード
- UEFAスーパーカップ：2018

ハイドゥク・スプリト
- フルヴァツキ・ノゴメトニ・クプ : 1回 (2022-23)

### 個人
- プルヴァHNL年間最優秀選手賞 : 1回 (2008)

## 人物
戦術理解度が高く、チームのために献身的な働きができる柔軟なセンターフォワードであると評価されている。前線からの守備や身長の高さを活かしたポストプレーにも優れる。ゴール前では非常に冷静であり、左右の脚を遜色なく使い様々な体勢からシュートを蹴ることが可能である。足元の技術が高く、特にヒールを使ったトラップ、パス、シュートを好んで行い、代表やクラブの公式戦においてもヒールでゴールやアシストを決めている。フィオレンティーナにおいてカリニッチを獲得することを直々に望んだパウロ・ソウザは「カリニッチは、テクニック、タクティカル（戦術的）な面だけではなく、メンタル、フィジカルの面からも最高レベルの選手」と評価している。

## エピソード
- 元ACミランの選手で解説者を務める同胞のズボニミール・ボバンは「若いころのカリニッチは怪物のようだった」と評している。ドニプロを経てフィオレンティーナでの活躍の様子は「成熟し、落ち着きを増してプロフェッショナルとなった」と語っている[21]。